# Kurtinsaaret
Kurtinsaaret är en ö i Finland. Den ligger i vattendraget Kitinen och i kommunen Salla i den ekonomiska regionen  Östra Lapplands ekonomiska region  och landskapet Lappland, i den norra delen av landet, 800 km norr om huvudstaden Helsingfors. Öns area är 0,6 hektar och dess största längd är 190 meter i nord-sydlig riktning.